# Dag (mitologia)

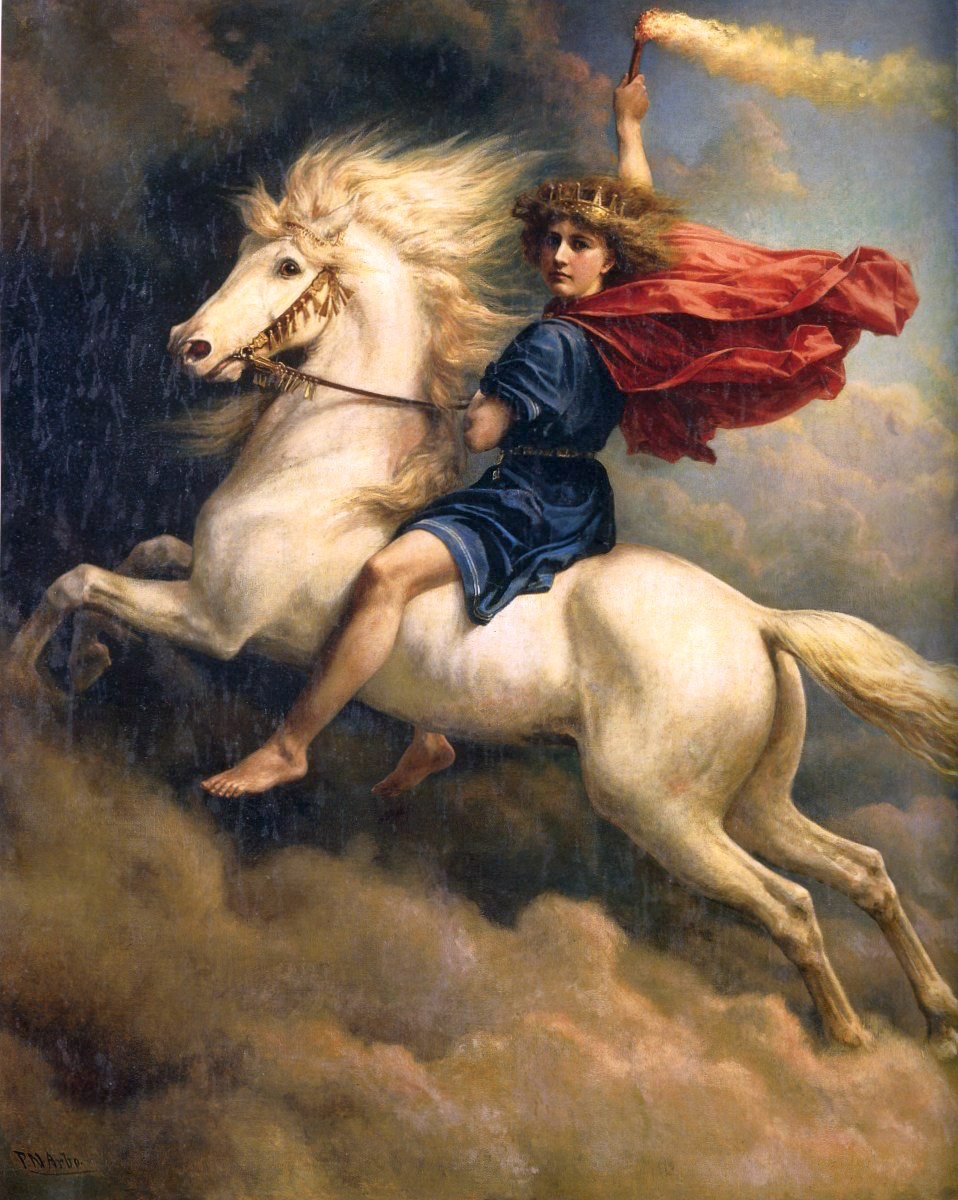
Dag (1874) obraz Petera Nicolai Arbo

Dag – w mitologii nordyckiej uosobienie dnia, syn Dellinga i Nótt.
W dziesiątym rozdziale Gylfaginning, z Eddy potwierdzono czyim jest synem. Został tam opisany jako „jasny i piękny”. Otrzymał od Odyna rydwan i konia, którego nazwał Skinfaxi. Jego grzywa rozświetlała niebo.
W dwudziestym czwartym rozdziale Skáldskaparmál, wspomniano, że jest bratem Jörð.